# Marco Plitzner
Marco Plitzner (* 13. April 1972 in Kronach) ist ein deutscher Klarinettist, Bandleader, Arrangeur und Komponist. Er ist Gründer und Leiter des Blue Moon Orchestra.

## Biographie
Mit 11 Jahren lernte Plitzner im örtlichen Musikverein Klarinette und Saxophon. Nach einer Berufsausbildung zum Augenoptiker und anschließendem Grundwehrdienst besuchte er ein Jahr die Berufsfachschule für Musik in Kronach, um sich auf das Musikstudium vorzubereiten. Anschließend studierte er am Meistersinger-Konservatorium in Nürnberg Klarinette bei Peter Reich und Saxophon bei Günther Priesner.
2004 gründete Plitzner mit seiner Frau Ninette Soyez-Plitzner (ebenfalls Klarinettistin und Saxophonistin) das Blue Moon Orchestra, eine 16-köpfige Swing Big Band, mit der er regelmäßig auf Tournee ist.
Plitzner ist Geschäftsführer von Blue Moon Music GbR, einer Vereinigung von Berufsmusikern, in der neben dem Blue Moon Orchestra auch die kleinen Besetzungen Blue Moon Swingtett, Opus 4 und Laurel & Hardys Marchingband integriert sind. Plitzner war regelmäßig mit Hugo Strasser und dem Blue Moon Orchestra auf Tour.
Neben seiner Konzerttätigkeit engagiert sich Plitzner für die Jugendarbeit. Bis 2015 unterrichtete er am Egbert-Gymnasium Münsterschwarzach. Aktuell hat Marco Plitzner ein Lehrauftrag am Gymnasium Albertinum Coburg für Klarinette und Saxophon. Dort leitet er auch die Jazzcombo und das Symphonische Blasorchester. An der Grundschule Weißenbrunn hat er einen Referentenauftrag mit dem Projekt Brasskids, einem von ihm entwickelten Musikfrüherziehungsprogramm.

## Werke
Plitzner arrangiert die meisten Werke für sein Orchester selbst. Seine Komposition „Christmastime In Our Little Town“ ist beim Musikverlag Geiger verlegt. Als Komponist vertonte er u. a. Hörbücher des Benediktinerpaters Anselm Grün.

## Diskografische Hinweise
- Streifzüge (Opus4 2004)
- Lichter der Großstadt (Blue Moon Orchestra 2004)
- As Long As I´m Swinging (Blue Moon Orchestra 2007)
- Christmas Time in Our Little Town (Blue Moon Orchestra 2008)
- Kauf dir einen bunten Luftballon (Blue Moon Orchestra 2009)
- The Story of the Big Bands (Blue Moon Orchestra 2013)
- Memories of You (Blue Moon Orchestra 2016)

Musikalische Untermalung von Hörbüchern
- Dein Weg aus der Angst (Wunibald Müller, Vier-Türme-Verlag)
- Die hohe Kunst des Älterwerdens (Anselm Grün, Vier-Türme-Verlag)[1]
- Trau deiner Kraft (Anselm Grün, Vier-Türme-Verlag)
- Damit dein Leben Freiheit atmet(Anselm Grün, Vier-Türme-Verlag)